# Хасиками
Хасиками (яп. 階上町 Хасиками-тё:) — посёлок в Японии, находящийся в уезде Саннохе префектуры Аомори. Площадь посёлка составляет 93,91 км², население — 14 085 человек (1 августа 2014), плотность населения — 149,98 чел./км².

## Географическое положение
Посёлок расположен на острове Хонсю в префектуре Аомори региона Тохоку. С ним граничат город Хатинохе и посёлки Хироно, Курумай.

## Население
Население посёлка составляет 14 085 человек (1 августа 2014), а плотность — 149,98 чел./км². Изменение численности населения с 1980 по 2005 годы:
| 1980 | 10 199 чел. |  |
| 1985 | 11 547 чел. |  |
| 1990 | 12 959 чел. |  |
| 1995 | 14 428 чел. |  |
| 2000 | 15 618 чел. |  |
| 2005 | 15 356 чел. |  |

## Символика
Деревом посёлка считается Zelkova serrata, цветком — рододендрон, птицей — Cettia diphone.